# Cissus suberecta
Cissus suberecta là một loài thực vật hai lá mầm trong họ Nho. Loài này được Bedd. miêu tả khoa học đầu tiên năm 1861.